# Georg I Rákóczy

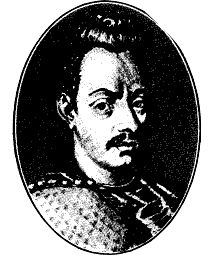
Georg I Rakoczy

Georg I Rakoczy (Rákóczi) född 1591 död 1648.
Vald furste av Siebenbürgen 1630.
Han förde en antihabsburgsk politik och Gustav II Adolf försökte få med honom i det trettioåriga kriget. Han mötte Gustav Adolfs sändebud Paul Strassburg 1632, men Rákóczy gav inga löften. Hotet av att förlora makten kan ha varit en anledning till att han inte gick in i kriget så tidigt. Redan 1639 började han förhandla med Österrikes fiender och 1644 förklarade han krig mot kejsar Ferdinand. Freden kom i Linz 1645. Vid hans död i oktober 1648 tog hans son Georg II Rákóczy makten över Siebenbürgen.